# ليندسي لوهان
ليندسي لوهان (بالإنجليزية: Lindsay Dee Lohan) ولدت في 2 يوليو 1986 في نيويورك. ممثلة ومغنية بوب أمريكية.
بدأت حياتها المهنية وهي طفلة عارضة للأزياء قبل أن تظهر لأول مرة في أفلام الحركة من إنتاج شركة ديزني لعام 1998م وهي في سن الحادية عشرة. اكتسبت شهرتها بين عامي 2003م و2005م بالأدوار القيادية في أفلام مثل:Freaky Friday, Mean Girls, Herbie: Fully Loaded.
توقفت حياتها المهنية عام 2007م بسبب قيادتها تحت تأثير الكحول ولإعادة تاهيلها ثلاث مرات في مراكز تأهيل مدمني المخدرات.
استأنفت مسيرتها عام 2008م بحلولها ضيفة في المسلسل التلفزيوني ugly betty، كما لعبت دور البطولة عام 2009م في فيلم آلام العمل، كما ظهرت في فيلم ماشيتي عام 2010م، بدأت لوهان مسيرتها في موسيقى البوب الأمريكي عام 2004م بألبوم speak وبألبوم followed up with A Little More Personal (Raw) عام 2005م. وقد أخذت النصيب الأكبر للدعاية ولا سيما في حياتها الشخصية.

## الحياة الشخصية
- في 28 نوفمبر 2021، أعلنت خطوبتها رسميا من بدر الشماس بصفحتها على الانستغرام.[7]

## أفلام
- ذي بارينت تراب (1999)
- الجمعة العجيبة (2003)
- اعترافات ملكة الدراما المراهقة (2004)
- فتيات لئيمات (2004)
- هيربي: فولي لوديد (2005)
- أ برايري هوم كومبانيون (2006)
- مجرد حظي (2006)
- بوبي (2006)
- جورجيا رول (2007)
- أنا أعرف من قتلني (2007)
- ماشيتي (2010)
- حب في وقت عيد الميلاد (2022)

## البومات
- تكلم Speak - 2004
- شخصي 2005 - A Little More Personal
- روح في الظلام 2008 - Spirit in the Dark

## فيلموغرافيا
| عام  | عنوان                          | دور                           | ملاحظة |
| ---- | ------------------------------ | ----------------------------- | --- |
| 1998 | The Parent Trap                | Hallie Parker / Annie James   | Remake of the 1961 film of the same name ‏ جائزة الفنان الصغير |
| 2000 | Life-Size                      | Casey Stuart                  | Television film |
| 2002 | Get a Clue                     | Alexandra "Lexy" Gold         | Disney Channel Original Movie |
| 2003 | الجمعة العجيبة                 | Anna Coleman                  | Remake MTV Movie Award for Breakthrough Female Performance Teen Choice Award for Choice Hissy Fit Teen Choice Award for Choice Movie Breakout Star Nominated—Young Artist Award for Best Performance in a Feature Film – Leading Young Actress |
| 2004 | اعترافات ملكة الدراما المراهقة | Mary Elizabeth "Lola" Cep     | Teen Choice Award for Choice Movie Breakout Star |
| 2004 | فتيات لئيمات                   | Cady Heron                    | MTV Movie Award for Best Female Performance MTV Movie Award for Best On-Screen Team Teen Choice Award for Choice Actress – Comedy Teen Choice Award for Choice Blush Teen Choice Award for Choice Movie Breakout Star Nominated—جائزة اختيار النقاد للأفلام Nominated—جائزة اختيار أطفال نكلوديون Nominated—Teen Choice Award for Choice Chemistry Nominated—Teen Choice Award for Choice Liar |
| 2005 | هيربي: فولي لوديد              | Maggie Peyton                 | جائزة اختيار أطفال نكلوديون Nominated—Teen Choice Award for Choice Actress – Comedy |
| 2006 | مجرد حظي                       | Ashley Albright               | Nominated—Teen Choice Award for Choice Actress – Comedy Nominated—Teen Choice Award for Choice Hissy Fit |
| 2006 | A Prairie Home Companion       | Lola Johnson                  | |
| 2006 | الإجازة                        | Herself                       | Cameo appearance |
| 2006 | بوبي (فيلم 2006)               | Diane Howser                  | |
| 2007 | جورجيا رول                     | Rachel Wilcox                 | Nominated—Teen Choice Award for Choice Actress – Drama |
| 2007 | أنا أعرف من قتلني              | Aubrey Flemming / Dakota Moss | |
| 2008 | الفصل 27                       | Jude Hanson                   | |
| 2009 | آلام المخاض                    | Thea Clayhill                 | ABC Family Original Movie |
| 2010 | Machete                        | April Booth                   | |
| 2011 | Underground Comedy             | Marilyn                       | Re-version of Underground Comedy Movie |

| عام  | عنوان                     | دور           | ملاحظة |
| ---- | ------------------------- | ------------- | --- |
| 1996 | عالم آخر (مسلسل تلفزيوني) | Alli Fowler   | Soap Opera |
| 2000 | Bette                     | Rose Midler   | "Pilot" (Season 1, Episode 1) |
| 2004 | كينغ أوف ذا هيل           | Jenny Medina  | "Talking Shop" (Season 8, Episode 22) |
| 2005 | عرض السبعينات ذاك         | Danielle      | "Mother's Little Helper ‏" (Season 7, Episode 7) |
| 2008 | بيتي القبيحة              | Kimmie Keegan | "Jump" (Season 2, Episode 18, uncredited) "The Manhattan Project ‏"(Season 3, Episode 1) "Granny Pants"(Season 3, Episode 5) "Ugly Berry"(Season 3, Episode 6) |

## وصلات خارجية
- الموقع الرسمي
- ليندسي لوهان على موقع IMDb (الإنجليزية)
- ليندسي لوهان على موقع ميتاكريتيك (الإنجليزية)
- ليندسي لوهان على موقع روتن توميتوز (الإنجليزية)
- ليندسي لوهان على موقع مونزينجر (الألمانية)
- ليندسي لوهان على موقع قاعدة بيانات الأفلام العربية
- ليندسي لوهان على موقع ألو سيني (الفرنسية)
- ليندسي لوهان على موقع ميوزك برينز (الإنجليزية)
- ليندسي لوهان على موقع رولينغ ستون (الإنجليزية)
- ليندسي لوهان على موقع تيرنر كلاسيك موفيز (الإنجليزية)
- ليندسي لوهان على موقع أول موفي (الإنجليزية)